# Яненко Сергій Михайлович
Сергій Михайлович Яненко (27 листопада 1957 — 13 січня 2018) — український радянський легкоатлет, який спеціалізувався у марафонському бігу та бігу на ультрамарафонські дистанції, чемпіон світу з бігу на 100 км (1997), рекордсмен України з бігу на 100 км (6:25.25). Майстер спорту СРСР міжнародного класу (1987).

## Біографія
Народився 27 листопада 1957 в селі Десятини Коростенського району Житомирської області. Закінчив школу-інтернат у Коростені, а також Чернівецький технікум залізничного транспорту.
Легкою атлетикою почав займатися з 9 класу під керівництвом Петра Беха. Пізніше тренувався у Семена Мошковича (у технікумі), заслуженого тренера України Дениса Тищука та Григорія Істратія.
Перший успіх на національній арені прийшов у 1975 — 2 місце на першості УРСР серед школярів на дистанції 5000 метрів (Донецьк).
На міжнародній арені вперше заявив про себе у 1990, фінішувавши третім на престижному марафоні у Лонг-Бічі.
Норматив майстра спорту СРСР виконав у 1984 (марафон, Кубок СРСР у Вільнюсі, 2:17.39), майстра спорту міжнародного класу — у 1987 (марафон, Кубок СРСР у Білій Церкві).
У 1989 переміг в Ужгороді на Кубку СРСР з марафонського бігу.
У 1997, вперше фінішувавши в бігу на 100 кілометрів, переміг на чемпіонаті світу з бігу на 100 км у Нідерландах, встановивши чинний по сьогодні рекорд України — 6:25.25. Трохи більше, ніж через місяць після перемоги на світовій першості, виграв етап Кубка світу з бігу на 100 км у Польщі (6:32.42). Унікальність його досягнень полягає не лише у тому, що він став чемпіоном світу майже у 40-річному віці. Сергій досяг таких вершин, маючи вади серця.
Починаючи з вересня 2007, працював тренером обласної школи вищої спортивної майстерності.
Відійшов в інший світ 13 січня 2018 у Чернівцях після госпіталізції за три дні до цього з інсультом.
Був одружений. Дружина Зінаїда Андріяш Іванівна — повар (за фахом), Медсестра за покликом душі й працею до останніх років життя; Сини Сергій (нар. 1985) та Михайло (нар. 1986) також займалися легкою атлетикою. Старший син Сергій працював вчителем фізвиховання та тренером.